# Paul Alexander (prawnik)
Paul Richard Alexander (ur. 30 stycznia 1946 w Dallas, zm. 11 marca 2024) – amerykański prawnik.

## Życiorys
Paul Alexander urodził się 30 stycznia 1946 roku w Dallas w Stanach Zjednoczonych.
Na początku lat 50. XX wieku w Stanach Zjednoczonych panowała epidemia polio.
Gdy Alexander zachorował na polio i jego matka wezwała lekarza rodzinnego, ów zalecił leczenie w domu. Stan chorego pogorszył się znacznie po około sześciu dniach – stracił zdolność poruszania się i miał trudności z oddychaniem. Z tego powodu zdecydowano o hospitalizacji, co doprowadziło do szybkiej diagnozy i podjęcia odpowiedniego leczenia.
Podczas pobytu w szpitalu, Alexander znalazł się w krytycznym stanie, otoczony innymi chorymi dziećmi z polio. Został uratowany przez wykonanie tracheotomii, aby przywrócić mu zdolność oddychania. Po tym wydarzeniu został przeniesiony do żelaznego płuca, gdzie kontynuowano jego leczenie.
Od 1954 roku, z pomocą organizacji March of Dimes oraz fizjoterapeutki nauczył się oddychania językowo-gardłowego, co pozwalało mu opuszczać żelazne płuco na stopniowo zwiększające się okresy.
Paul Alexander był jednym z pierwszych uczniów uczących się w domu. Zamiast robić notatki, nauczył się zapamiętywać. W wieku 21 lat ukończył z drugim wynikiem szkołę. Stał się tym samym pierwszą osobą, która ukończyła szkołę średnią w Dallas bez fizycznej obecności na zajęciach.
Alexander otrzymał stypendium na Southern Methodist University. Przeniósł się na Uniwersytet Teksański w Austin, gdzie uzyskał tytuł licencjata w 1978 r. oraz następnie tytuł doktora nauk prawnych w 1984 r. Zanim został przyjęty do palestry w Austin, podjął pracę jako nauczyciel terminologii prawniczej dla stenografów sądowych w szkole zawodowej w Austin.
Alexander został wpisany do Księgi Rekordów Guinnessa jako osoba, która najdłużej żyła w żelaznych płucach.

## Książka
W kwietniu 2020 r. z pomocą przyjaciela opublikował swoje wspomnienia – „Trzy minuty dla psa: moje życie w żelaznym płucu ”
The Guardian napisał: „Napisanie tej historii zajęło mu ponad osiem lat, przy użyciu plastikowego patyczka i długopisu wystukiwał swoją historię na klawiaturze lub dyktował słowa swojemu przyjacielowi”.